# Brachytarsomys
Brachytarsomys (Günther, 1875) è un genere di roditori della famiglia dei Nesomiidi.

## Descrizione

### Dimensioni
Al genere Brachytarsomys appartengono roditori di grandi dimensioni, con lunghezza della testa e del corpo tra 200 e 250 mm e la lunghezza della coda tra 200 e 250 mm.

### Caratteristiche craniche e dentarie
Il cranio presenta un rostro corto e tozzo, le creste inter-orbitali sono fuse tra loro a formare una piccola cresta sagittale. Le bolle timpaniche sono piccole. Gli incisivi sono lisci ed ortodonti, ovvero con le punte rivolte verso il basso, i molari hanno un aspetto prismatico con due rientranze profonde su ogni lato.
Sono caratterizzati dalla seguente formula dentaria:

### Aspetto
L'aspetto è simile a quello delle arvicole. La pelliccia è soffice e densa, le parti dorsali sono bruno-grigiastre con dei riflessi rossastri sui fianchi, mentre le parti ventrali sono bianche. Il muso è corto ed appuntito, gli occhi e le orecchie sono relativamente piccoli. I piedi sono corti e larghi ed hanno il quinto dito allungato. Le dita sono munite di artigli robusti. La coda è lunga quanto la testa ed il corpo, è ricoperta di peli ed è bianca nella metà terminale. 

## Distribuzione
Sono roditori arboricoli endemici del Madagascar.

## Tassonomia
Il genere comprende 2 specie viventi ed una estinta.
- Brachytarsomys albicauda
- Brachytarsomys mahajambaensis †
- Brachytarsomys villosa